# Gustaf Erik Hasselgren
Gustaf Erik Hasselgren (* 15. November 1781 in Stockholm; † 9. März 1827 ebenda) war ein schwedischer Maler.

## Leben
Hasselgren studierte schon frühzeitig an der Kungliga Konsthögskolan seiner Heimatstadt. Schon im ersten gedruckten Werkverzeichnis der Akademie von 1798 waren Landschaftskompositionen von Hasselgren vertreten. 1803 erhielt er eine Goldmedaille und ein Jahr später ernannte man ihn zum Fürsprecher (Agré) der Lehreinrichtung. Der Inhalt seiner Gemälde wechselte zwischen biblischen, landschaftlichen und romantischen Themen. In seinen jungen Jahren hatte er eine besondere Vorliebe für einen roten Farbton in seinen Werken. 1806 begann Hasselgren eine Auslandsreise, da er ein Reisestipendium erhalten hatte. Er zog nach Berlin und Dresden und studierte dort drei Jahre. Nach einem weiteren Jahr in Wien ließ er sich in Italien nieder und blieb dort fünf Jahre.
1816 wurde Hasselgren zurück nach Stockholm gerufen, wo er seinem früheren Lehrer als Professor nachfolgte. Schon 1812 war er zum Mitglied der Akademie berufen worden.

## Werke (Auswahl)
- Kristi uppståndelse (1816)
- Ragnar Lodbrok i ormgropen
- Erik den heliges sista andakt (1823, Schwedisches Nationalmuseum)
- Erik den heliges landstigning i Finland
- De fria konsterna begråta Gustaf III:s död